# Unidef
El Unidef (Unidos por la Defensa) es un ejercicio militar intregrado de las Fuerzas Armadas argentinas consistente en la evaluación conjunta de diversas actividades de combate: operaciones anfibias, navales, terrestres, aéreas, infiltraciones, helidesembarcos y de reconocimiento, entre otras. La organización y supervisión del ejercicio está a cargo del Comando Operacional Conjunto.

## Unidef 2011
Lugar: Base de Infantería de Marina Baterías